# Cook Islands United Party
Die Cook Islands United Party ist eine Politische Partei in den Cookinseln. Die Partei wurde im Oktober 2018 von den ehemaligen Kabinettsministern Nandi Glassie und Teariki Heather gegründet.
Heather trat bei den Nachwahlen 2019 für den Wahlkreis Ivirua an, wo sie jedoch keinen Erfolg hatte. Die Partei stellte bei den Nachwahlen im März 2019 (Tengatangi-Areora-Ngatiarua) keinen Kandidaten, aber Glassie trat dort als Kandidat der Democratic Party an.
Im Dezember 2021 stellte die Partei elf Kandidaten für die Wahlen 2022. Das Parteiprogramm beinhaltete eine Beschränkung auf zwei Amtszeiten für Abgeordnete und die Einführung von Einfuhrabgaben zur Förderung lokaler Unternehmen. Die Partei errang letztendlich drei Sitze im Parlament.

## Wahlgeschichte

### Pāremeta te Kuku Airani
| Wahlen    | Stimmen | %     | Sitze | ±   | Rang | Regierung  |
| --------- | ------- | ----- | ----- | --- | ---- | ---------- |
| Wahl 2022 | 1.660   | 18,81 | 3     | Neu | ▲ 3  | Opposition |